# Mikhaïl Ivanovitch Goudkov
Pour les articles homonymes, voir Goudkov.
Mikhaïl Ivanovitch Goudkov (en russe : Михаил Иванович Гудков), né le 8 décembre 1904 à Bakou (Empire russe) et mort le 19 mars 1983 à Moscou (Union soviétique), était un ingénieur aéronautique soviétique. Il est surtout connu pour sa collaboration avec Semion Lavotchkine et Vladimir Petrovitch Gorbounov au sein du bureau d’études (OKB) 301. Les avions conçus par le trio durant le début des années 1940 portaient le sigle LaGG, pour Lavotchkine-Gorbounov-Goudkov. 